# Джалилов, Гамид Абусаидович
Гамид Абусаидович Джалилов (6 ноября 1990, c. Каякент, Каякентский район, Дагестанская АССР, РСФСР, СССР) — российский и таджикистанский борец вольного стиля.

## Спортивная карьера
Является воспитанником каякентской СДЮСШОР. Занимался у Магомеда Магомедова. Мастер спорта России. До 2012 года выступал на различных соревнованиях среди взрослых под российским флагом. С 2013 года выступает за сборную Таджикистана. В 2016 году стал чемпионом Таджикистана. В 2018 году став единственным представителем Таджикистана, неудачно выступил на чемпионате мира в Будапеште.

## Спортивные результаты
- Чемпионат мира по борьбе 2013 — 27;
- Чемпионат мира по борьбе 2015 — 19;
- Чемпионат Таджикистана по вольной борьбе 2016 — ;
- Чемпионат мира по борьбе 2016 — 17;
- Игры исламской солидарности 2017 — 7;
- Чемпионат мира по борьбе 2017 — 26;
- Летние Азиатские игры 2018 — 26;
- Чемпионат мира по борьбе 2018 — 26;

## Личная жизнь
Является старшим братом Шихсаида Джалилова. По национальности — кумык.